# 電話好きッコラジオッコ 男のコにはナイショなの
電話好きッコラジオッコ 男のコにはナイショなの（でんわすきッコラジオッコ おとこのコにはナイショなの）は、ニッポン放送で1981年（昭和56年）10月3日から1982年（昭和57年）3月27日まで、及び1982年10月2日から1983年（昭和58年）3月26日まで2期にわたり放送されていたラジオ番組。パーソナリティは、ラジオっ娘（Lady oh!）（水島かおり、西端やよい、高橋めぐみ）。

## 概要

### 1981年度 (1981年10月 - 1982年3月)
放送時間はニッポン放送ショウアップナイターが10月からのナイターオフ編成により放送されない毎週土曜日19:00〜21:00の枠。女性のみ参加できる「ラジオ版女性週刊誌」という触れ込みでスタート。番組の売りは男子でも恥ずかしくて言えないことを言ってのけるようなエッチなトーク。三人だけのトークだけではなく、生放送中に女性リスナーから電話を受け付け、その回に決められたテーマに沿ったエピソードなどを聞いていく。なお一応、「男性リスナーが聞いても別におとがめなし」とされていた。本番組の構成作家は藤井青銅。
1982年4月から『ニッポン放送ショウアップナイター』の中継が始まり、本番組が中断した後もラジオっ娘のレギュラーは『ラジオっ娘のオールナイトニッポン』に移って継続。

### 1982年度 (1982年10月 - 1983年3月)
『ラジオっ娘のオールナイトニッポン』6か月間の放送が終了した後、ラジオっ娘（Lady oh!）の番組は同じニッポン放送の毎週土曜日19:00〜21:00の枠へ戻り、同じ『電話好きッコラジオッコ 男のコにはナイショなの』のタイトルで第2期がスタートした。なお、パーソナリティー名は当時のニッポン放送番組表においては、Lady oh!ではなく「ラジオっ娘」の方で表記された。
対象とするリスナーは前年度に続き、中学生・高校生を中心とした女性に絞り、生放送中にテーマに沿って電話で寄せられたものの中から選ばれたリスナーとトークをすることの他に、悩みを一緒に解決していこうとする電話相談番組の要素、「ウイークエンド映画情報」「海外最新ファッション情報」などの各種情報、ラジオっ娘が独自で選んだ音楽の紹介など前年度とは違った様々な企画が導入された。
なおLady oh!（ラジオっ娘）としての活動は、本番組第2期目の放送終了と共に終了した。

## ネット局
※いずれも放送時間は毎週土曜日19:00〜21:00のフルネット。
1981年度
- 青森放送

1982年度
- 青森放送
- 山形放送
- 北日本放送